# タイプ9木製対戦車地雷

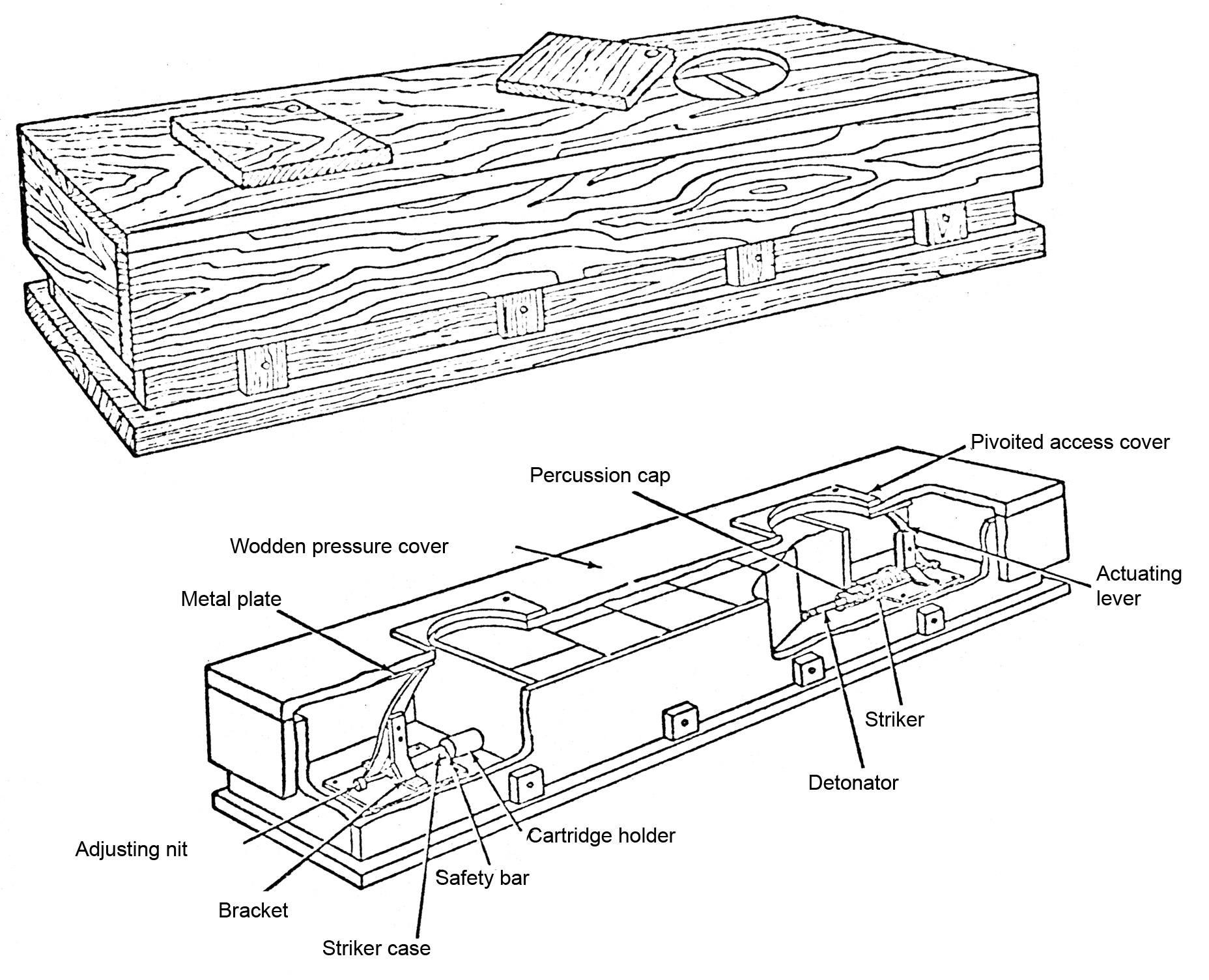
タイプ9木製対戦車地雷、内部構造

タイプ9木製対戦車地雷（タイプ9もくせいたいせんしゃじらい、Type_9_wooden_anti-tank_mine）とは、第二次世界大戦中に北アフリカ戦線で使用されたイタリア製の棒型対戦車地雷である。

## 解説
この箱の下部には大型の炸薬部と信管が内蔵され、箱の上部は蓋が被せられている。蓋には、信管の上部に当たる位置に、回してずらせる2枚の木製カバーが取付けられた。信管にも軸を中心として回転するレバーが取付けられている。蓋を下方へ押し下げるとレバーが押され、撃針を引き戻し、撃針スプリングを圧縮する。ピボット動作によりレバーが充分動かされると撃針が解放される。それから撃針は空包を叩いて発火させ、起爆薬を爆発させる。続いて主炸薬が爆発する。
作動範囲が広いため、この地雷は、主に交差点での敷設や路上の障害物に用いられた。本地雷の感圧性能は、木の小片を蓋の縁に差し込むことで、起爆荷重を約20から500ポンドの間まで調整できた。

## 諸元
- 全長: 99cm
- 全幅: 22.8cm
- 全高: 13.3cm